# Joe Son
Joe Son, właśc. Joseph Hyungmin Son (ur. 22 listopada 1970) – amerykański aktor i zawodnik sportów walki pochodzenia koreańskiego.

## Kariera sportowa
Urodził się w Korei Południowej, ale wychował w Kalifornii, w Huntington Beach.
Sławę w kręgach MMA przyniosła mu brutalna walka przeciwko Keithowi Hackneyowi podczas UFC 4 (16 grudnia 1994). W tamtym czasie pojedynki UFC były jeszcze bardzo zbliżone do turniejów vale tudo i wyróżniały się bardzo ograniczoną liczbą reguł i zabronionych technik. Hackney wykorzystał to, gdy będąc w parterze zadał Sonowi serię ciosów pięścią w krocze, a następnie zmusił go do poddania się ściskając mu krtań.
W 1995 wystąpił w K-1 w walce przeciwko Nobuakiemu Kakudzie. Mimo że Son posłał w pierwszej rundzie Kakudę na deski, Japończyk zdołał powstać i chwilę później go znokautował.
W 2002 stoczył dwie walki w PRIDE FC. Obie przegrał w kilkadziesiąt sekund. W tym samym roku zakończył sportową karierę.
Uważa siebie za twórcę sztuki walki nazwanej joesondo (Joe Son Do), będącego połączeniem taekwondo i judo.
Obok niekonwencjonalnego stylu walki był również znany z ekscentrycznego zachowania (np. walczył w stringach, przed walką z Hackneyem wniósł na plecach do oktagonu kilkumetrowy krzyż).

## Aktorstwo
Son wystąpił w kilku epizodycznych i drugoplanowych rolach filmowych. Najsłynniejszą z nich było wcielenie się w postać Random Task w komedii Austin Powers: Agent specjalnej troski (1997).

## Skazanie
7 października 2008 roku został aresztowany pod zarzutem sterroryzowania bronią palną, porwania oraz zbiorowego zgwałcenia ze szczególnym okrucieństwem kobiety w wigilię Dnia Niepodległości w  1990 roku. Śledczy dysponowali dowodem w postaci badania DNA. W trakcie procesu część zarzutów wycofano, m.in. ze względu na przedawnienie. Proces zakończył się 9 września 2011 roku, gdy Son został skazany za przestępstwo torturowania ofiary na karę dożywotniego pozbawienia wolności. Skazany na podwójne dożywocie za zabicie współwięźnia w czasie odbywania kary.